# 前126年
| 千纪： | 前1千纪 |
| 世纪： | 前3世纪 \| 前2世纪 \| 前1世纪                                                                                         |
| 年代： | 前150年代 \| 前140年代 \| 前130年代 \| 前120年代 \| 前110年代 \| 前100年代 \| 前90年代                                |
| 年份： | 前131年 \| 前130年 \| 前129年 \| 前128年 \| 前127年 \| 前126年 \| 前125年 \| 前124年 \| 前123年 \| 前122年 \| 前121年 |
| 纪年： | 西汉元朔三年 |

## 大事记
- 中国
  - 張騫乘匈奴內亂時逃離，回到了中國，漢武帝任命他為太中大夫，一路忠心跟隨張騫的使僕甘父（匈奴人）則被封為奉使君。
  - 軍臣單于死，其弟伊稚斜自立為單于。軍臣單于太子於單逃入漢境投降，漢封他為涉安侯，數月後去世。
  - 夏，伊稚斜單于遣數萬騎侵代郡，斬代郡太守及其部下千餘人。秋天，又攻雁門郡，殺千餘人揚長而去；右賢王欲奪回河南地亦進攻朔方郡。

## 逝世
- 主父偃
- 軍臣單于，老上單于之子。